# Nils Lindberg
Pour les articles homonymes, voir Lindberg.
Nils Lindberg, né le 11 juin 1933 à Uppsala et mort le 20 février 2022, est un compositeur et pianiste suédois.
Lindberg appartient à une famille de musiciens de Gagnef en Dalécarlie, où il habite. Il compose dans sa jeunesse des morceaux sous l'attention de son oncle Oskar Lindberg. Il étudiera l'écriture musicale au conservatoire royal de Stockholm, avec Lars-Erik Larsson et Karl-Birger Blomdahl.
Lindberg est connu en tant que compositeur de jazz et musicien, mais aussi dans d'autres styles. Plusieurs de ses œuvres sont écrites dans un style qui combine des éléments du jazz, de la musique folklorique suédoise et de la musique classique.
Il est récompensé par le prix Jussi Björling en 1990 et la médaille Litteris et Artibus en 2006.

## Discographie
- Sax Appeal (1960)
- Trisection (1963)
- Contradictions (club jazz 1) (1970)
- 7 dalmålningar (1973)
- Reflections (1975)
- Saxes galore (1979)
- Brass galore (1981)
- Big band galore (1984)
- O Mistress mine (1990)
- Melody in blue (1993)
- Requiem (1994)
- Alone with my melodies (1995)
- Third saxes galore (2000)
- The sky, the flower and a lark (2001)